# Province de Yauyos
La province de Yauyos (en espagnol : Provincia de Yauyos) est l'une des neuf provinces de la région de Lima, dans le centre du Pérou. Son chef-lieu est la ville de Yauyos.

## Géographie
La province couvre une superficie de 6 901,58 km2 et se trouve au sud-est de la ville de Lima. Elle est limitée au nord par la province de Huarochirí, à l'est par la région de Junín et la région de Huancavelica, au sud par la région d'Ica et à l'ouest par la province de Cañete.

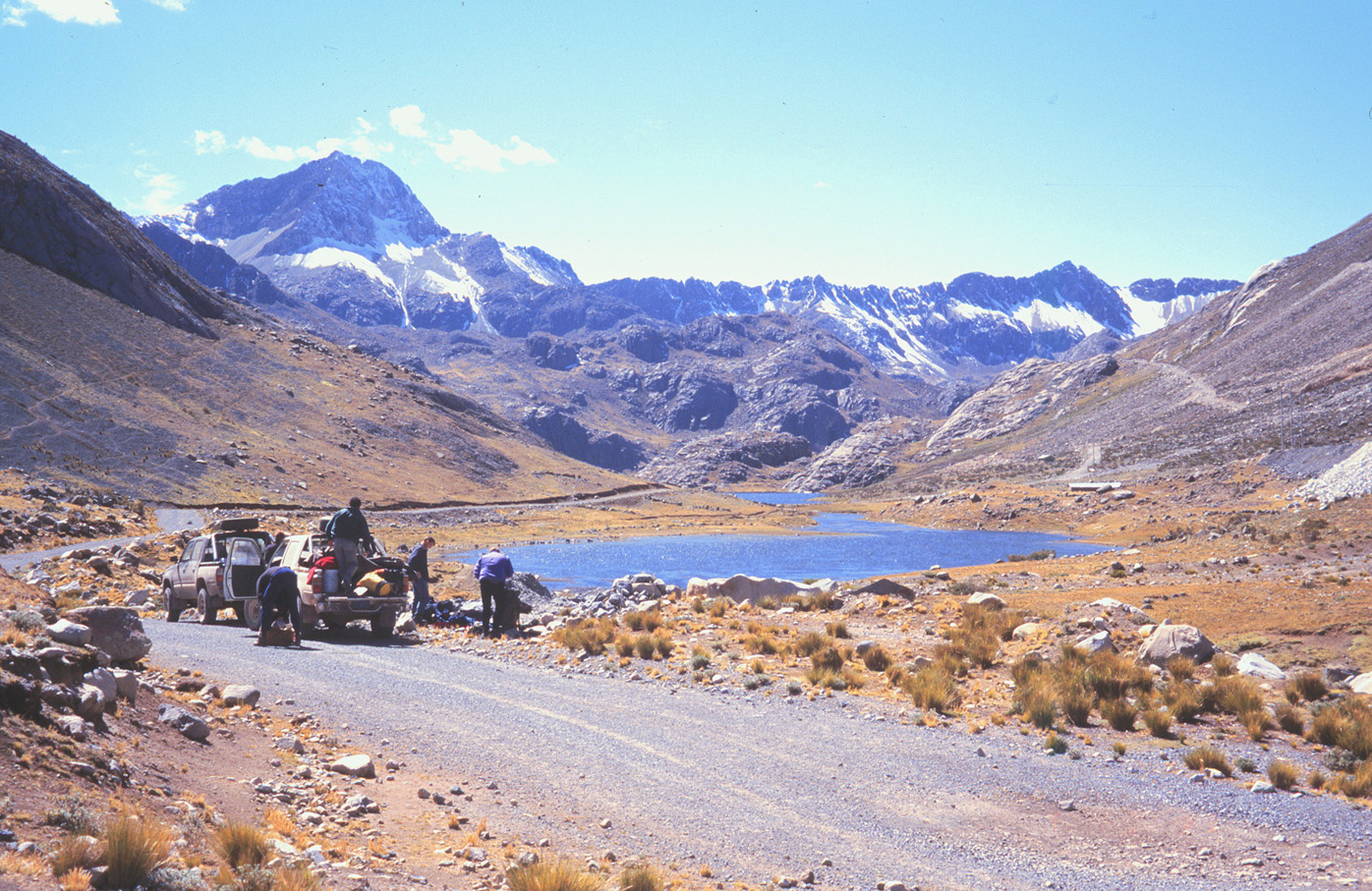
Lac Pumaqucha dans la province de Yauyos

## Population
La population de la province s'élevait à 27 501 habitants en 2007.

## Subdivisions
La province de Yauyos est divisée en 33 districts :
- Alis
- Ayauca
- Ayaviri
- Azángaro
- Cacra
- Carania
- Catahuasi
- Chocos
- Cochas
- Colonia
- Hongos
- Huampara
- Huancaya
- Huangáscar
- Huantán
- Huañec
- Laraos
- Lincha
- Madean
- Miraflores
- Omas
- San Lorenzo de Putinza
- Quinches
- Quinocay
- San Joaquín
- San Pedro de Pilas
- Tanta
- Tauripampa
- Tomas
- Tupe
- Viñac
- Vitis
- Yauyos